# USS YFD-2
L' USS YFD-2, était un quai de réparation auxiliaire de type Yard Floating Dock construit en 1901 pour l'US Navy. La cale sèche flottante auxiliaire a été la première du genre en acier, utilisée pour soulever de grands navires hors de l'eau pour réparation sous la ligne de flottaison. Sa charge maximum était de 18 000 tonnes,.

## Historique
YFD-2 a été construit en 1901 au Bethlehem Sparrows Point Shipyard à Sparrows Point dans le Maryland

### Chantier naval de la Nouvelle-Orléans
YFD-2 a été remorqué jusqu'au Naval Support Activity New Orleans près de La Nouvelle-Orléans à Algiers en Louisiane le 6 novembre 1901. Il a fallu quatre remorqueurs à vapeur : les Orion, Taurus, Peerless et Volunteer pour le remorquer à destination. YFD-2 était une nouvelle machine à la pointe de la technologie pour son époque. L'USS Stranger avec le gouverneur de la Louisiane, William Wright Heard et le maire de la Nouvelle-Orléans, Paul Capdevielle (en), étaient là pour saluer l'arrivée. Un défilé à la Nouvelle-Orléans a eu lieu pour célébrer son arrivée.
Le premier navire de l'US Navy qui y fut réparé était le cuirassé pré-dreadnought USS Illinois (BB-7) de 11 565 tonnes, en janvier 1902. Ensuite, YFD-2 répara le bateau de transfert Carrier de 91 m. En 1903, il répare le cargo norvégien Telefon.
YFD-2 est resté à la Nouvelle-Orléans jusqu'à ce qu'il soit remorqué à Pearl Harbor, territoire d'Hawaï. Le quai de réparation auxiliaire est arrivé à Pearl Harbor le 23 août 1940, avant la Seconde Guerre mondiale. Il avait quitté la Nouvelle-Orléans le 19 mars 1940 après modification pour la rendre digne de la mer pour le voyage de 9 700 km. Pour traverser le canal de Panama, il a été démonté à Cristóbal, le canal n'avait que 30 m de large à ce moment-là et la cale sèche de 39 m de large ne passerait pas. Les sections ont été remorquées à travers le canal et réassemblées à Balboa, Panama.

### Attaque sur Pearl Harbor
YFD-2 réparait le destroyer USS Shaw (DD-373) le 7 décembre 1941 lors de l'attaque de Pearl Harbor. YFD-2 et l'USS Shaw ont été touchés et endommagés lors de l'attaque par des bombardiers en piqué japonais. L'USS Shaw a également endommagé YFD-2 avec l'explosion de ses magasins de munitions avant.

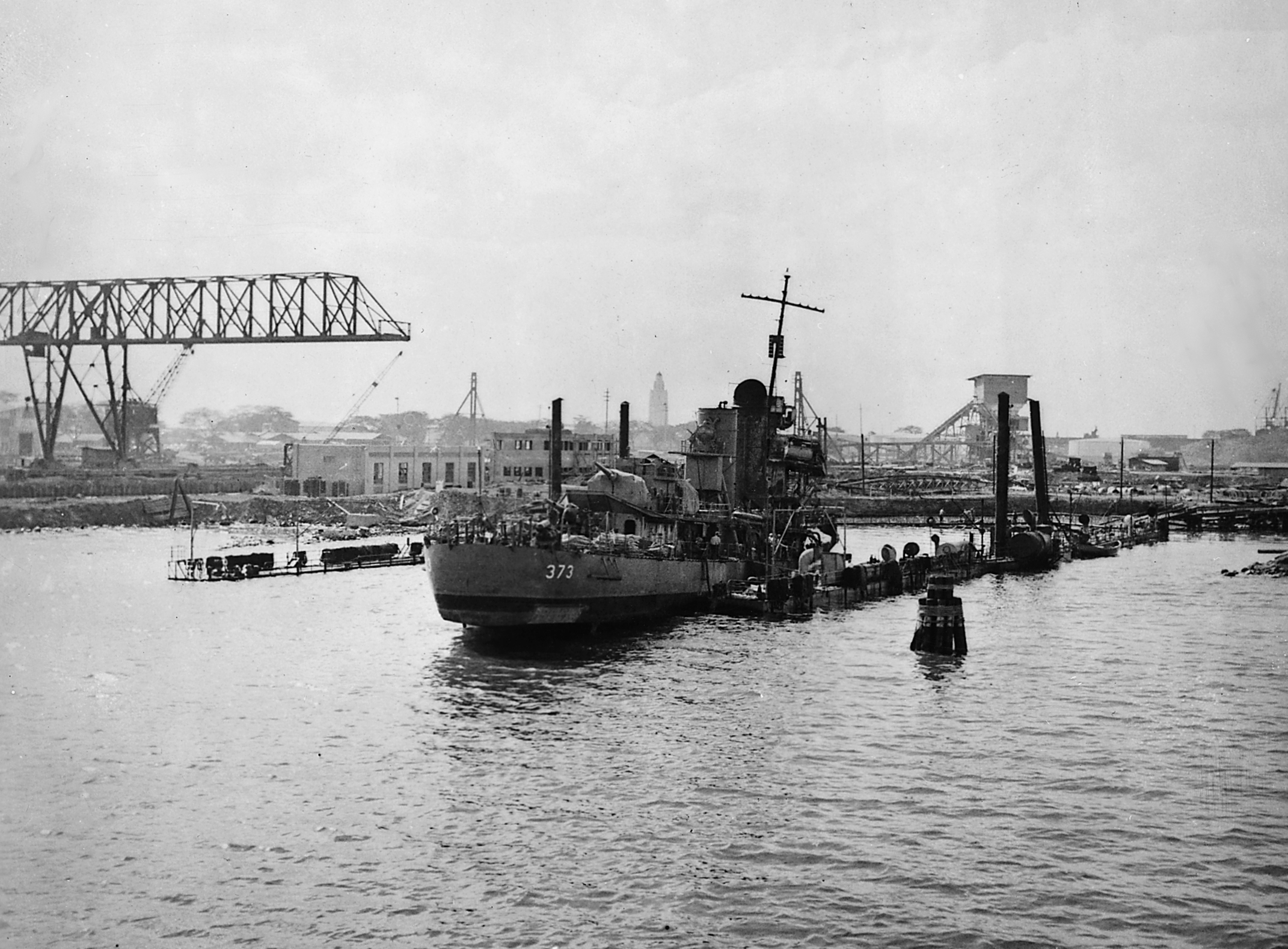
Naufrage de l'USS Shaw sur l'USS YSD-2 le 4 décembre 1941

Les deux navires ont été réparés et remis en service. Le 9 janvier 1942, YFD-2 fit pomper l'eau de ses réservoirs de ponton et fut renfloué pour réparation. Une fois les réparations terminées, il fut remis en service en mai 1942. La Pacific Bridge Company (en) fut chargée des réparations du YFD-2. Les plongeurs ont dû réparer plus de 200 trous pour la faire flotter à nouveau. Réparé, le YFD-2 a soulevé l'USS Shaw pendant les 10 jours de réparations pour installer une nouvelle proue temporaire afin qu'il puisse retourner au Mare Island Naval Shipyard à Vallejo en Californie, pour les dernières réparations. YFD-2 a été utilisé pour récupérer et réparer de nombreux navires endommagés le 7 décembre 1941, car il pouvait soulever n'importe quel navire à Pearl Harbor, à l'exception des grands nouveaux cuirassés.

### Fin de carrière
YFD-2, surnommé Old New Orleans a poursuivi les travaux de réparation tout au long de la Seconde Guerre mondiale à la base navale de Pearl Harbor .
Après la guerre, YFD-2 a été rayé du Naval Vessel Register le 28 janvier 1947. Il a été vendu le 30 mars 1948 pour un usage privé.

## Décoration
- Combat Action Ribbon
- American Defense Service Medal
- American Campaign Medal
- Asiatic-Pacific Campaign Medal
- World War II Victory Medal
- National Defense Service Medal

## Galerie
|                                |
| USS Illinois sur YFD-2 en 1902 |

|                                         |
| USS Shaw à Pearl Harbor (Décembre 1941) |

### Liens connexes
- Liste des navires auxiliaires de l'United States Navy
- Base navale de Pearl Harbor
- Théâtre du Pacifique de la Seconde Guerre mondiale
- USS Dewey (YFD-1)